# Sierra Madre de Oaxaca

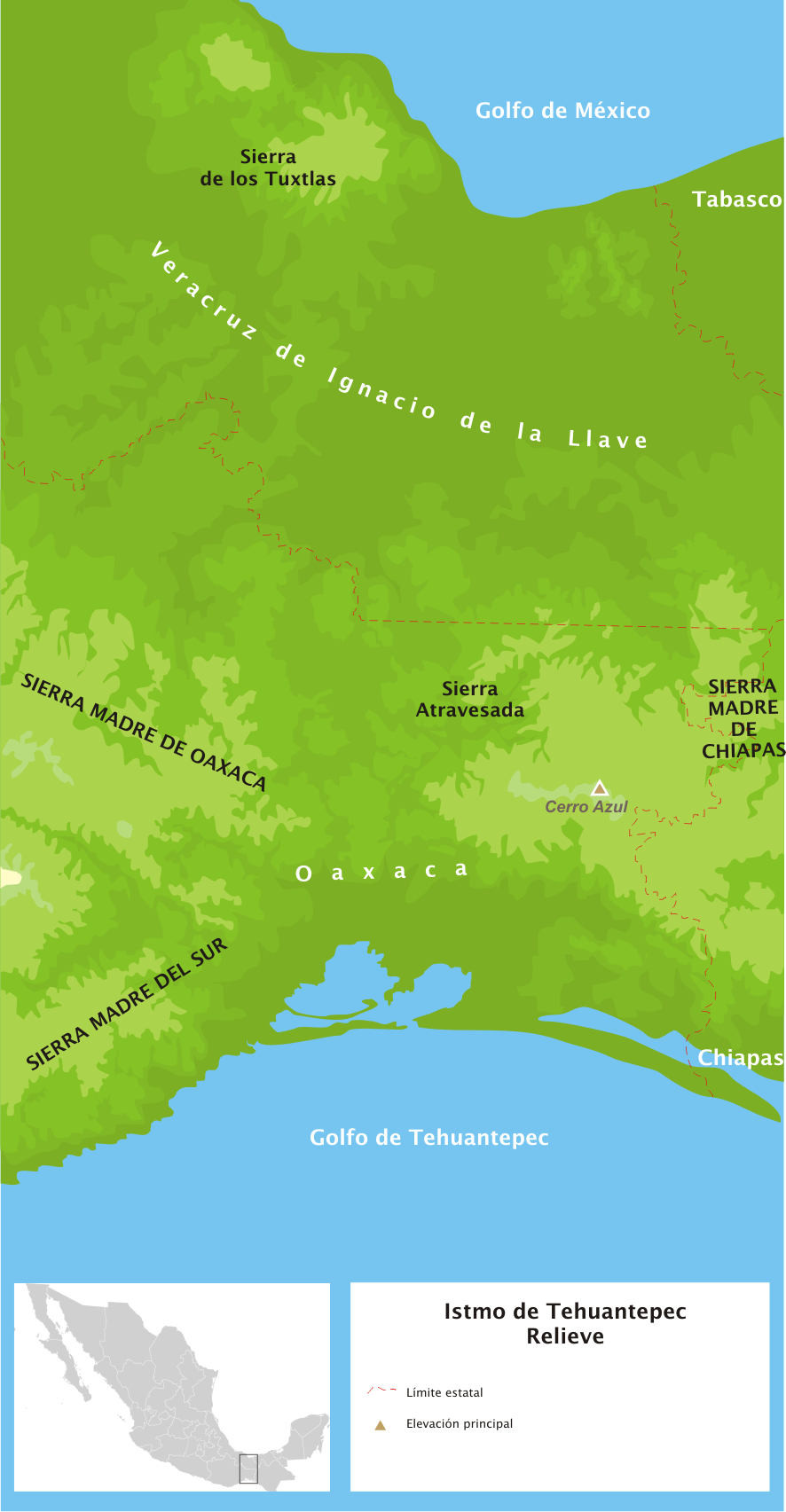
Sierra Madre de Oaxaca es troba a l'oest del Pas de Chívela i al nord de Sierra Madre del Sur

Sierra Madre de Oaxaca és una cadena muntanyosa al sud de Mèxic. Comença al Pico de Orizaba i s'estén en direcció sud-est durant 300 km fins a arribar a l'Istme de Tehuantepec. Els cims de Sierra Madre de Oaxaca tenen de mitjana 2.500 m d'altitud, amb alguns cims que superen els 3.000m.
Els vessants orientals de la serralada són més humides perquè intercepten els vents carregats d'humitat des del Golf de Mèxic. Una sèrie de valls més secs es troben a l'oest, a l'ombra pluviomètrica de la serralada. Els boscos de pi i roure de Sierra Madre de Oaxaca es troben per sobre de 1600 m d'altitud. Els boscos de muntanya humits oaxaquenys estan per sota de 1.600 metres d'altitud en el vessant oriental, per sobre de les terres baixes de Veracruz. Cap a l'est, el matollar xeròfil de la Vall de Tehuacán ocupa la Vall de Tehuacán al nord-oest, els boscos secs de Jalisco ocupen la conca alta del riu Santo Domingo, que es troba a l'ombra pluviomètrica de la serra i els boscos secs del Pacífic sud es troben al sud de la costa del Pacífic, que s'estenen a la conca alta del riu Tehuantepec i la Vall d'Oaxaca

## Gent i pobles
.

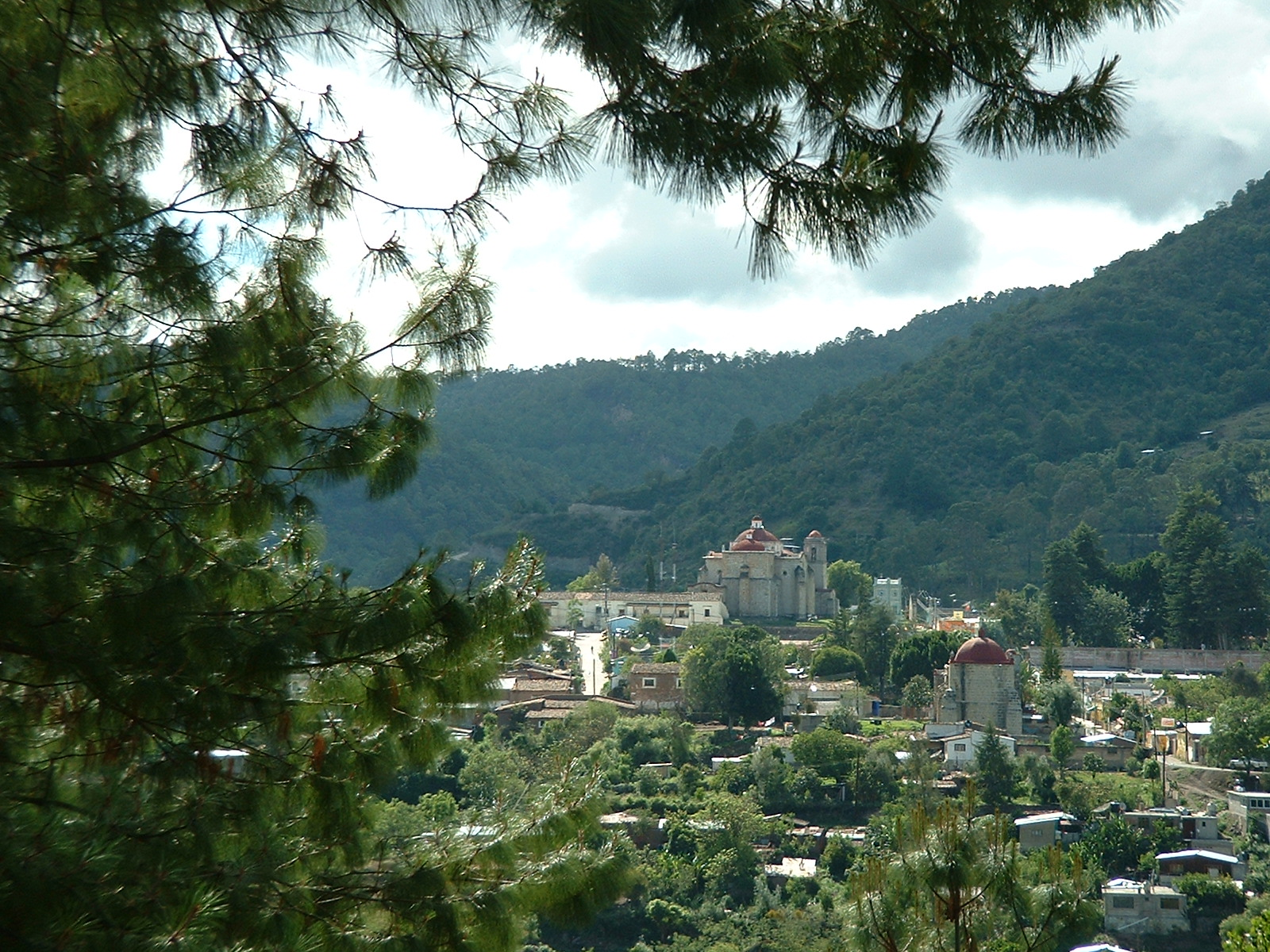
Ixtlán de Juárez és una ciutat zapoteca important a la regió de Sierra Juárez

Culturalment i geogràfica, la Sierra Madre de Oaxaca es pot dividir en moltes serres més petites, cadascuna amb ambients i habitants humans diferenciats. Al nord-oest de l'estat d'Oaxaca es troba Sierra Mazateca, l'elevació de la qual amb prou feines supera els 2.600 metres. Pàtria dels mazateques, hi ha ciutats importants com Huautla de Jiménez, Eloxochitlán de Flores Magón i Jalapa de Díaz. El seu cim més singular, encara que no és el seu més alt, és el Cerro Rabón, la balena en forma de muntanya sagrada dels mazateques. Al sud de Sierra Mazateca es troba Sierra de Cuicatlán, que són una sèrie de terres baixes que divideix del canyó de Cuicatlán de Sierra Juárez, a l'oest i és la llar dels cuicateques. Sierra Juárez és la terra dels zapoteques i lloc de naixement de l'únic president indígena de Mèxic, Benito Juárez. Les principals ciutats de Sierra Juárez són Ixtlán de Juárez, San Ildefonso Villa Alta i Villa Hidalgo Yalalag. Al nord de Sierra Juárez es troba Sierra Chinanteca, la llar dels chinanteques com Santiago Comaltepec, San Pedro Yólox i San Felipe Usila. Per acabar, a l'est, ja que Sierra Madre de Oaxaca descendeix cap a l'Istme de Tehuantepec, es troba Sierra Mixe, la llar de la Mixes, descendents dels antics olmeques de la Costa del Golf de Mèxic. Els principals centres mixes són San Pablo i San Pedro Ayutla, Santiago Zacatepec, i Santa María Totontepec, i el cim principal de la zona és Zempoateptl, la muntanya sagrada dels Mixes.

## Persones il·lustres
- Benito Juárez: Primer president indígena de Mèxic, va néixer a la comunitat zapoteca que ara es diu Guelatao de Juárez en el seu honor.
- Marcos Pérez Santiago: Un prominent Liberal i l'advocat oaxaqueny del segle xix, nascut a Teococuilco de Marcos Pérez
- María Sabina: Mazateca curandera de Huautla de Jiménez

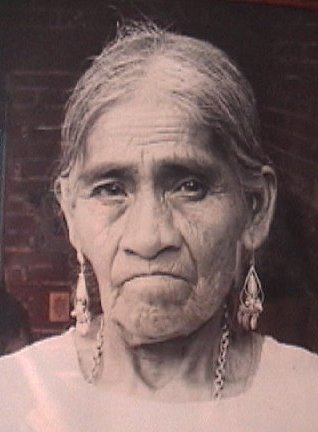
María Sabina

- Ricardo Flores Magón i Enrique Flores Magón: els dos famosos anarquistes mexicans i fundadors del magonisme van néixer a Sierra Mazateca, amb el seu germà Jesús Flores Magón, un polític més moderat.

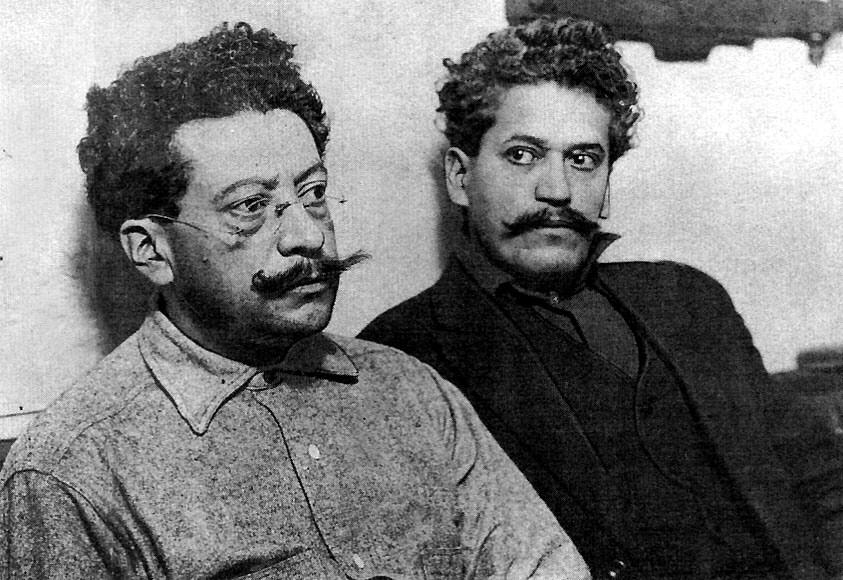
Ricardo Flores Magón (esquerra) i el seu germà Enrique a la presó del comtat de Los Angeles, 1916.